# Rosty Lajos
Ifjabb barkóczi Rosty Lajos János (Táplánszentkereszt, Vas vármegye, 1769. június 16. – Sümeg, Zala vármegye, 1839. január 30.) cs. kir. kapitány, úttörő a pezsgőkészítésben Magyarországban, tisztelt az egyik legelsőként az itthoni pezsgőgyártásban, földbirtokos.  

## Élete
Az előkelő dunántúli nemesi barkóczi Rosty család sarja. Apja idősebb barkóczi Rosty Lajos (1731–1780), földbirtokos, aki fiatal korában a herceg és gróf Batthyányiak javainak kormányzója volt, anyja Rosty Lajosné bajáki Bajáky Anna (1736–1787) asszony volt. Apai nagyszülei barkóczi Rosty Miklós (†1739), huszárkapitány, kerületi táblai ülnök, kőszegi lakos, és jakabházi Sallér Teréz (1684–1757) voltak. Az anyai nagyszülei bajáki Bajáky Mihály (1671-1734) vasi főszolgabíró, földbirtokos és niczki Niczky Mária (1698-1759) voltak. Idősebb Rosty Lajos elsőfokú unokatestvére barkóczi Rosty Ferenc (1718–1790) Vas vármegye alispánja és követe, királyi tanácsos, táblabíró, földbirtokos, aki egyben ifjabb Rosty Lajos nagybátyja is volt; Rosty Ferencnek a második hitvese bajáki Bajáky Katalin (1726–1782), idősebb Rosty Lajosné bajáki Bajáky Anna (1736–1787) asszonynak a nővére volt. Ifjabb Rosty Lajos leánytestvérei: Rosty Erzsébet (1770–1792), akinek a férje hertelendi és vindornyalaki Hertelendy György (1764–1831), zalai alispán, földbirtokos és Rosty Katalin (1776–1836), akinek a férje Oszterhueber Ferenc (1751–1835), zalai alispán, földbirtokos; két fivére, Rosty Mihály őrnagy a Don-Miguel ezredben, földbirtokos, és Rosty Antal (1768–1825), Kőszeg kerületi táblai ülnöke, földbirtokos, akik nőtlenek voltak.
Katonai pályát fiatal korában kezdte, 18 évesen a sz. Szentlőrinc, hadapród a Pálffy János (53.) gyalogezredben. Idősebb korára, Rosty Lajos nyugalmazott cs. kir. kapitány Champagne vidékén a pezsgő készítésének folyamatát tanulmányozta, majd az 1800-as évek legelején ez irányú kísérleteit már Sümegen folytatta. A szakirodalom szerint az elsők közé tartozott Magyarországon, aki a pezsgő gyártását felkarolta és terjesztette. Kezdeményezésére telepítették a várostól délkeletre fekvő nagykiterjedésű Újhegy területét pezsgő gyártására alkalmas szőlővel, illetve építették az erre alkalmas nagyméretű pincéket.

## Házassága és gyermekei
Felesége Khelbl Anna (*1776–†Sümeg, 1823. november 5.), aki több gyermekkel áldotta meg.
- Rosty Vince Lajos (*Alsópáty, 1803. július 21.–†Igal, Somogy vármegye, 1857. április 19.), táblabíró, ügyvéd, becsületbeli tanácsos és uradalmi tiszttartó Sümegen. Felesége: Kanicsár Terézia (*1812–†Buda, 1875. június 3.).
- Rosty Franciska Katalin (*Sümeg, 1805. szeptember 22.–†Sümeg, 1872. május 2.), hajadon.[8]
- Rosty Katalin Antónia (*Sümeg, 1807. július 15.–†Sümeg, 1872. augusztus 22.), hajadon.[9]
- Rosty Lajos Antal (*Sümeg, 1809. május 26.–Szombathely, 1839. december 31.), a Gollner báró-féle sorgyalogezred főhadnagya (Superior Locumtenens).[10]
- Rosty Antal Boldizsár Mihály (*Sümeg, 1811. szeptember 5.–†Sümeg, 1812. január 30.)
- Rosty Antal (*Sümeg, 1812. december 13.–†Sümeg, 1835. október 6.), főhadnagy. Nőtlen, korán hunyt el.
- Rosty Karolina Jozefa (*Sümeg, 1815. március 16.–†?)
- Rosty Julianna Petronella (*Sümeg, 1818. július 29.–†Sümeg, 1879. július 19.), hajadon.[11]
- Rosty Mária Karolina Anna (*Sümeg, 1820. augusztus 9.–†?)